# Asociación de Fútbol Calahorra
Maillots
L'Asociación de Fútbol Calahorra est un club de football espagnol basé à Calahorra.

## Saisons
| Primera División   | 0 |
| Segunda División   | 0 |
| Segunda División B | 0 |
| Tercera División   | 1 |